# Allium chelotum
Allium chelotum är en amaryllisväxtart som beskrevs av Per Erland Berg Wendelbo. Allium chelotum ingår i släktet lökar, och familjen amaryllisväxter. Inga underarter finns listade i Catalogue of Life.